# 里奇克雷斯特 (北卡羅萊納州)
里奇克雷斯特（英語：Ridgecrest）是位於美國北卡羅萊納州班康縣的非建制地區。

## 歷史
里奇克雷斯特的郵局自1912年營運至今。

## 地理
里奇克雷斯特所處的海拔為高於海平面772米（即2533英呎），而該地所採用的時區為UTC-5，即北美东部时区（EST）。同時該地設有夏令時間，為UTC-5調快一小時，即UTC-4（EDT）。